# OFZAB-500
OFZAB-500 (ros. ОФЗАБ-500) – rosyjska bomba lotnicza o kombinowanym, zapalająco-burząco-odłamkowym działaniu, na uzbrojeniu WWS Rosji zastąpiła sowiecką FOZAB-500. OFZAB-500 ma masę 500 kg. Wewnątrz korpusu bomby znajduje się 37,5 kg materiału wybuchowego i 250 kg środka zapalającego. Może być przenoszona przez samoloty MiG-21, MiG-27, MiG-29, Su-17, Su-24, Su-25, Su-27, Tu-95 i Tu-16.